# Pak Ui-chun

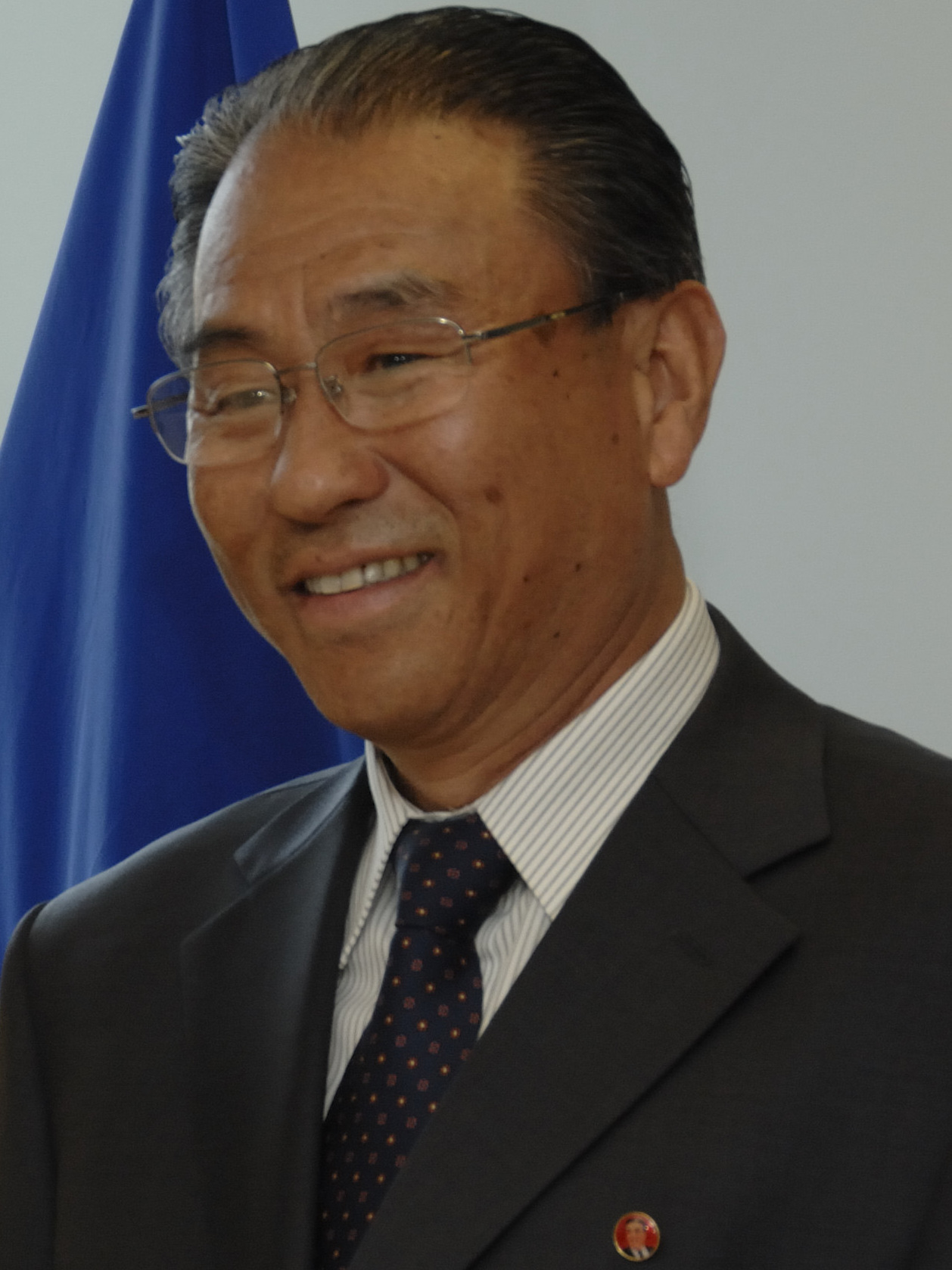

Pak Ui-chun (* 1932) ist ein nordkoreanischer Diplomat und Politiker und war von 2007 bis 2014 Außenminister seines Landes im Kabinett Pak Pong-ju II.
Pak begann seine diplomatische Karriere als Botschafter in Kamerun. Danach leitete er die nordkoreanischen Missionen in Algerien, Syrien und im Libanon. Zuletzt war er von 1998 bis August 2006 Botschafter Nordkoreas in Moskau. Gleichzeitig ist er seit 1998 Mitglied des Präsidiums der nordkoreanischen Obersten Volksversammlung. Am 18. Mai 2007 wurde er durch ein Dekret des Präsidiums der Obersten Volksversammlung als neuer Außenminister eingesetzt. Seit dem Tod seines Vorgängers Paek Nam-sun Anfang Januar 2007 war der Posten unbesetzt. Paks Ernennung zum Außenminister wurde als Zeichen einer stärkeren Hinwendung des international weitgehend isolierten nordkoreanischen Regimes zu Russland gewertet. 2014 wurde er durch Ri Su-yong ersetzt.